# Arjan Louwen
Arjan Louwen (31 maart 1974) is een voormalig Nederlands voetballer die van 1992 tot 1994 uitkwam voor FC Zwolle. Hij speelde als middenvelder. Momenteel is hij bij PEC Zwolle fysiotherapeut.

## Statistieken
| Seizoen | Club      | Land      | Competitie     | Wed. | Goals |
| ------- | --------- | --------- | -------------- | ---- | ----- |
| 1992/93 | FC Zwolle | Nederland | Eerste divisie | 10   | 0     |
| 1993/94 | FC Zwolle | Nederland | Eerste divisie | 15   | 0     |
| Totaal  | Totaal    | Totaal    | Totaal         | 25   | 0     |